# 韩国国会

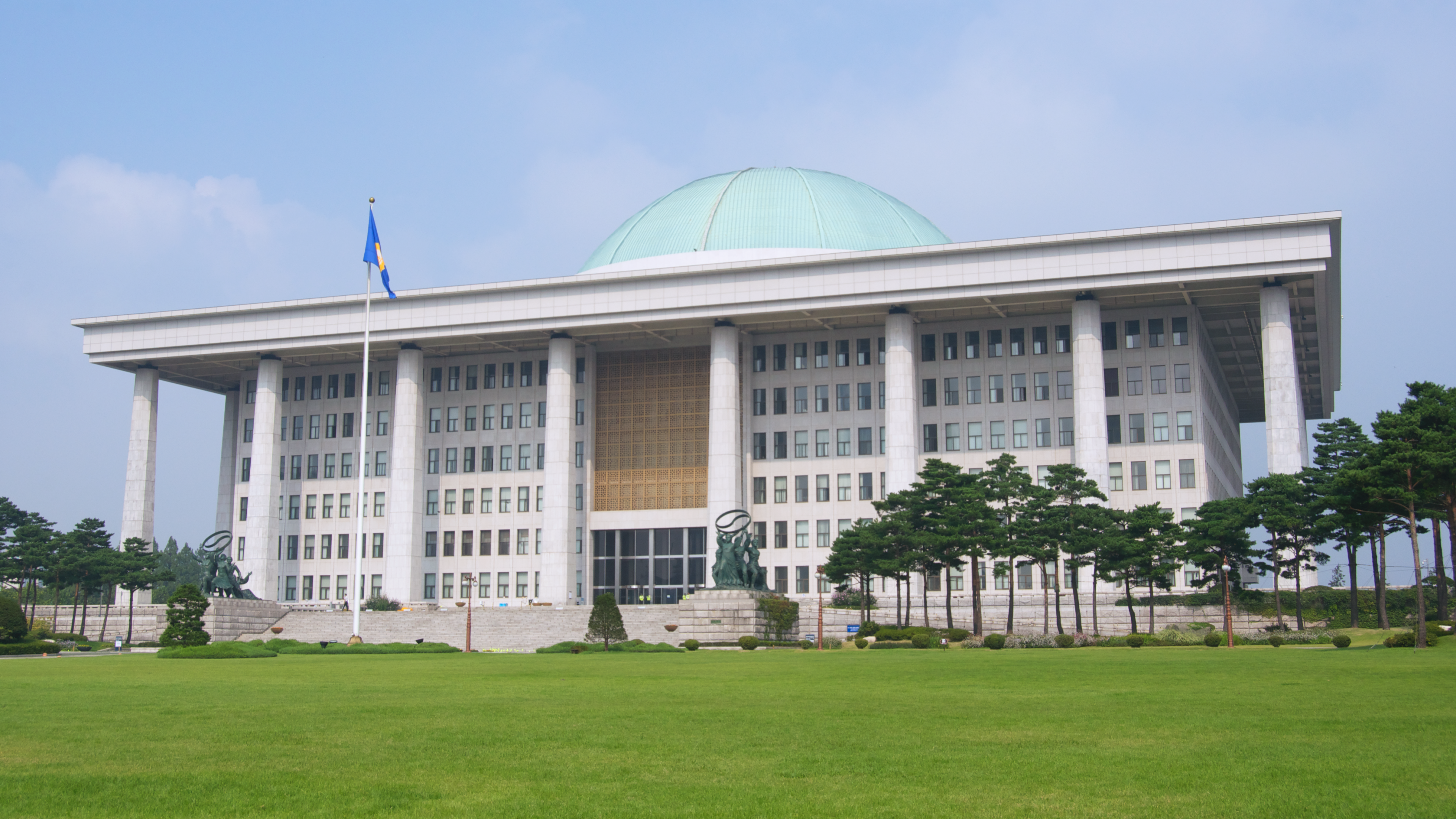
位于韩国首都首尔的国会议事堂

韓國國會（韩语：／ Hanguk Gukhoe），官方全称大韓民國國會（韩语：／ Daehan Minguk Gukhoe），是韓國的一院制立法机关。每届任期四年，每屆會期從每年9月1日開始。现有300个议席是由2024年4月10日的国会选举产生，共同民主黨目前是在韩国国会拥有最多议席的政党。
韩国国会设有议长1名、副议长2名、各种委员会、交涉团体，以及国会事务处、国会图书馆、议政研修院等立法辅助机构。依据《韩国宪法》和相关法律，韩国国会拥有立法权、财政审查权、人事任免权、监督权、国政监察与调查权、自律权和请愿权保护等职权，是韩国三权分立宪政体制中的重要组成部分。

## 历史

### 早期历史
韩国国会的历史可以追溯到1919年4月10日韩国独立志士为筹建大韩民国临时政府而成立的臨時議政院。根据《临时议政院法》，议政院议员由地方议会和海外独立志士选举产生，任期两年。临时议政院是1919年至1945年间大韩民国临时政府的议会，定期和不定期举行会议行使议决法律、临时政府预算和决算、公债和国债事项、质询国务院、对国务院提出弹劾、请愿受理决定等权利。:1-3
韩国光复后，李承晚、金九等人为筹建过渡政府于1946年2月1日成立非常国民议会，后又成立由28名委员组成的“最高政务委员会”（최고정무위원회는）。2月14日，非常国民议会最高政务委员会应美军政当局的要求改组为其咨询机关民主议院；同年，美军政府依照第118号法令组织了区、面、郡、道四阶段的选举，57名当选议员于12月12日成立立法议院，金奎植被选为议长。:4-5

### 成立
1948年3月17日，韩国颁布《国会议员选举法》，并于5月10日举行了首届国会选举。948名候选人经投票选举后产生198名首届国会议员。5月31日，当选的198名国会议员召开首届国会全体会议。会议通过了《关于国会准则的决议案》:5-6。李承晚在此次会议上被选举为首任国会议长，申翼熙和金东元当选为副议长:60。
韩国首届国会实行一院制，议员任期为四年:5-6。韩国首届国会也被称为“制宪国会”，1948年6月10日制定通过《国会法》，6月14日通过《政府组织法》，7月1日定国号為「大韩民国」，7月17日制定通过《大韓民國憲法》。7月20日，國會在間接選舉中選出了首任總統李承晚。8月15日，韩国政府正式成立:60。

### 发展
1952年7月韩国改宪后，韩国国会由一院制改为民议院和参议院两院制。总统由国会间接选举改为直接选举:7。不过，两院制并没有很好地执行。1960年第二共和国改宪后，两院制得以确立。民议院和参议院议员分别由小选区和大选区选举产生。如果两院出现意见不一致，民议院决议具有优先权。第二共和国以内阁责任制取代总统责任制。总统改为由国会选举，并被取消法案否决权。总理经总统提名后需要民议院批准:7-8。
1962年朴正熙发动五一六军事政变后，韩国国会被解散。同年12月，韩国进行第三共和国改宪。总统责任制和国会一院制得到恢复:73。总统不再对国会负责，并拥有法案否决权。国会的权限被消弱:8。1972年十月维新政变后，朴正熙再次解散国会，组建起位于第四共和国国会之上的统一主体国民会议，并亲任议长。总统由统一主体国民会议间接选举:79。三分之一的国会议员是由总统推荐经统一主体国民会议选举的统一主体国民会议议员。余下三分之二议员为地区直接选举产生:58。总统拥有解散国会的权力。国会的国政监察权被取消，会期也被压缩:79。
1980年10月27日，韩国进行了第五共和国的改宪。根据修改后的宪法，国会议员全部由直接选举产生，并增加了比例代表制。国会的权限得到扩大，立法权、预算审议权、国政调查和监督权得到加强，在宪政体制的地位得到提高，体现出独裁体制向民主体制的过渡:9-10。
1987年10月27日，韩国进行了第六共和国的改宪。总统解散国会的权力被废除，国会的国政监察权得到恢复，国会有权对国务总理、国务委员提出罢免建议，对大法院长及大法官、国务总理和监查院长的任命有同意权。国会的权限和宪政地位得到进一步的提高:10。国会议员由單一选区制和比例代表制结合的方法选举，每届任期为四年。

## 组织结构

### 议员组织

#### 正副议长
韩国国会设议长1名、副议长2名，需获在籍议员匿名投票一半以上赞成票当选，任期为两年:59。议长和副议长独立于其所在政党，而且不得擔任政府官员。根据《国会法》第10条，国会议长是国会的代表，有召集议会，制定和变更议事日程，维持国会秩序，监督国会事务等职权:59。
副议长协助正议长工作，根据正议长的指派担任全院委员会的委员长，并在正议长缺席时代替议长行使职权。:59

#### 国会委员会
韩国国会以委员会的形式运作。每个议员根据自己的特长参加至少1个以上的委员会。国会委员会分为常设委员会、特设委员会和小委员会三种。根据各个不同部门，韩国国会设有国会运营委员会、法制司法委员会、政务委员会、统一外交通商委员会、国防委员会、行政自治委员会、教育委员会、科学技术情报通信委员会、文化旅游委员会、农林海洋水产委员会、产业资源委员会、保健福利委员会、环境劳动委员会、建设交通委员会，情报委员会等常设委员会。为有效解决特定问题，国会可以设立常设或临时性的一般特别委员会。委员会可以根据需要设立小委员会。一般参加小委员会的是具有相关专业知识的议员。:62-68

#### 交涉团体
根据《国会法》，拥有20个以上议席的政党可组建交涉团体，不属于其它交涉团体的20名以上议员也可以组建交涉团体。交涉团体的功能相当于议会党团，是政党与国会活动之间的桥梁。交涉团体一般设有由政党院内总务担任的交涉团体代表议员。代表议员根据自身政党的利益要求与国会议长交涉，在国会活动中阐明其所代表政党的观点。:71

### 立法辅助机构

#### 国会事务处
国会事务处是韩国国会处理行政事务的专门机构，设有事务总长、立法次长、事务次长、专门委员等。事务总长由国会议长与各交涉团体代表协商任命。国会议长根据事务总长的提名任命分管各方面具体事务的次长。立法次长负责法制、预算政策、议事录、委员会运作方面的事务。事务次长负责计划调整、预算、人事、议会外交、宣传等行政事务。:72-73

#### 国会图书馆
韩国国会图书馆成立于1952年2月20日的朝鲜战争时期的釜山。1963年韩国国会通过《国会图书馆法》后，国会图书馆成为国会的独立机关。1975年9月，国会图书馆迁址到首尔永登浦汝矣岛国会议事堂院内。1981年2月，国会图书馆被改编为国会事务处的附属机关，1988年底，又被还原为立法部的独立机关。韩国国会图书馆下设室、局、科等行政级别。上世纪90年代，国会图书馆开始数字化:74-75，目前是韩国国家电子图书馆的一部分。

#### 议政研修院
议政研修院是为提高国会议员素质与能力而成立的国会机关。1994年6月，韩国国会修改《国会法》，增设国会议政研修院，同年7月制定《议政研修院法》。议政研修院负责协助国会议员进行各种立法研究活动，进行有关议会运作及制度的研修与研究，对国会公务员进行职业培训等工作。议政研修院院长享受副部长级待遇，由国会议长提名，需经国会运营委员会批准。议政研修院的教授由院长提名，国会议长任命。国会公务员可以作兼职教授。:75-76

## 职能

### 立法权

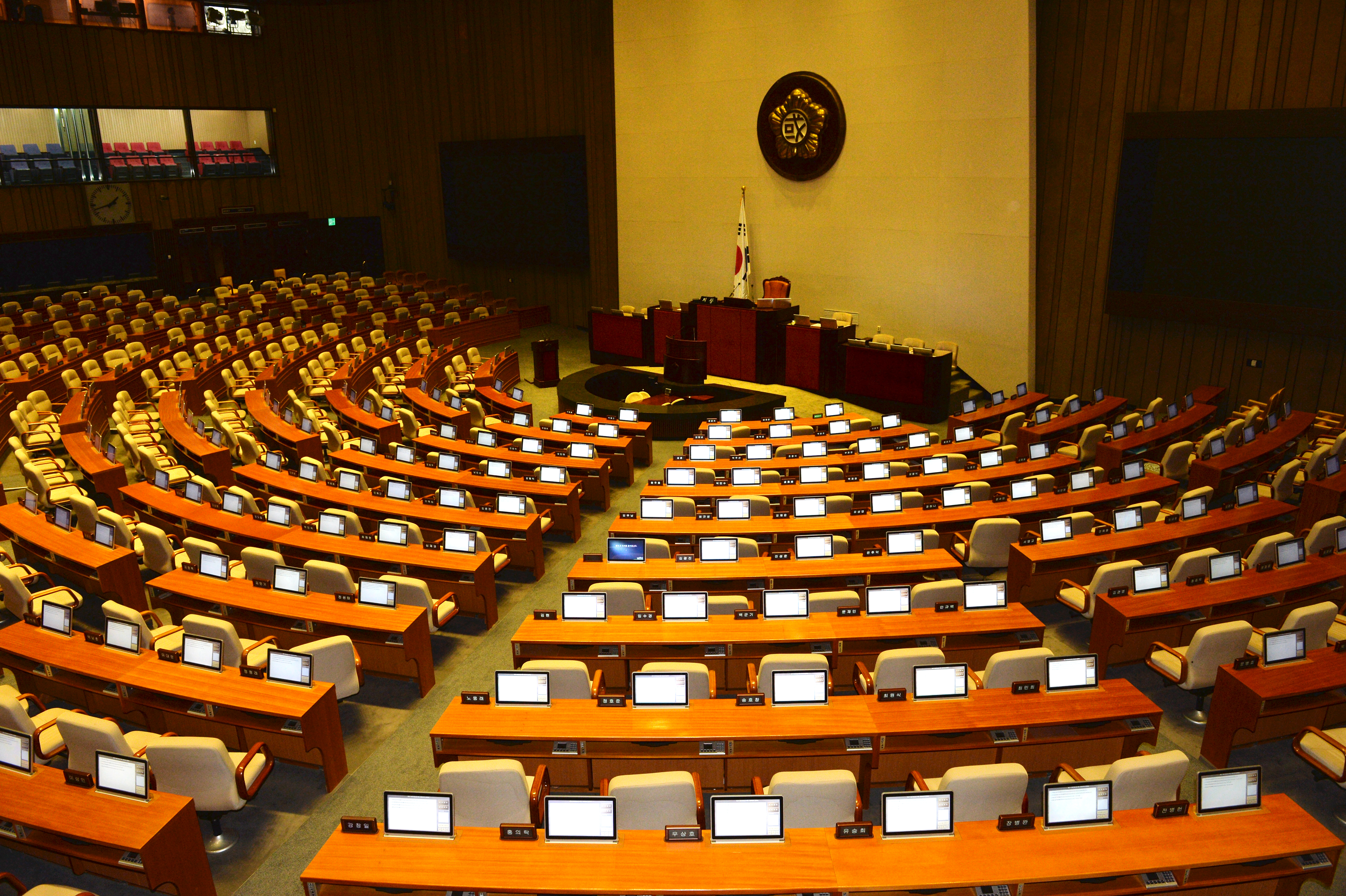
韩国国会议事堂内部

根据《韓國憲法》第40条，“立法权属于国会”。韩国国会在法规和法律事务范围内拥有立法权。国会立法除需保证合法性外，还要遵循法律的正当性。国会所制定的法律不能违反宪法，也不能违反联合国宪章和国际人权法规等一般承认的国际法规。根据《韩国宪法》第79条和《国会法》第51、79条的规定，韩国政府和20人以上的议员及委员会可以提出法案。法案被国会通过后将移交给政府，经国务会议审议后，由总统署名，发布。总统对有异议的法案有退回否决权。被总统退回再议的法案如果在有半数以上在籍议员出席的情况下获三分之二以上赞成票，则生效成法律。如果总统在5日内不公布，国会议长将予以公布。:79-99

### 财政审查权
韩国国会作为民意的代表机关，有监督和控制政府财政行为的义务，并依照宪法拥有包括财政立法权、预算决算审议权、政府财政行为同意权和承认权在内的财政审查权。与政府财政支出主要来源相关的租税、税目和税率只能通过法律形式确定。政府财政预算需经国会审议通过，政府在支出目的、金额和时间三方面受到预算法律效力的约束。政府发行国债须事先经国会同意。政府签署预算外可能成为财政或国民负担的契约须事先经国会同意。此外，政府的预备费支出和总统的紧急财政、经济处分需得到国会的事后承认才可有效。:101-110

### 人事任免权
韩国国会对总统提名的国务总理、大法院长和大法官、宪法法院院长、监查院长有同意权。国会有权选举宪法法院9名法官中的3名，由总统任命，以及中央选举管理委员会9名委员中的3名，由总统任命。三分之一以上在籍议员发起，半数以上在籍议员投票赞成后，国会有权向总统提出罢免国务总理和国务委员的建议。但总统也可以不接受其建议。:110-112

### 监督权
韩国宪政体制赋予国会对政府和总统的监督权。《韓國憲法》规定国会有权要求国务总理、国务委员或政府委员出席国会会议。国务总理、国务委员在法律上不能拒绝出席国会的要求，但可以委托代理人出席。对于国务总理、国务委员来说，出席国会全体或委员会会议既是权利也是义务。根据宪法，国会有权对总统、国务总理、国务委员、行政各部长官、宪法法院法官、法官、中央選舉管理委員會委员、監査院院长、監査委员，以及其他检察机关不起诉或起诉有困难的公务员行使弹劾追诉权。如获半数以上在籍国会议员同意，国会有权要求总统解除戒严。政府对外宣战、向海外派兵、外国军队驻扎韩国领土需事先得到国会同意。总统特赦须经国会批准。总统发布紧急命令、紧急财政与经济命令及处分需要有国会的事后承认权，否则丧失效力。:112-114

### 国政监察与调查权
《韩国宪法》和《国会法》规定国会拥有国政监察与调查权，可以要求政府提供与国政监察或调查相关的资料。1953年，韩国国会制定了《国政监察法》（1988年被改扩充为《国政监察及调查法》）。国会调查权仅限于对特定事项的调查。三分之一以上在籍国会议员提出国政调查要求后，国会可组织成立特别委员会或常设委员会对特定事项进行调查。:114-121

### 自律权
根据三权分立的原则，韩国国会拥有不受行政机关和司法机关干涉的自律权，主要表现在：国会可以自主决定集会、休会、闭会及其会期，自主选举正副议长，组建委员会、任命事务长等，在不违反法律前提下自主制定国会规则、议事流程，维护国会秩序，审查议员资格、许可议员辞职、制裁违规议员。:123-125

### 请愿权保护
相关法律规定国会可以受理来自民众的请愿书、呼吁书、质疑书、质询书、建议书、决议书等民愿。国会可将审核采纳的民愿移送到政府。政府对国会移送的民愿应该迅速处理，并及时向国会汇报处理结果。1993年3月，韩国国会开始设立民愿接待室，1994年8月又增设专门的立法民愿科。:127-129

## 现任组成议席
|            | 政党名称     | 政党名称   | 2024年大韩民国国会选举 | 2024年大韩民国国会选举 | 2024年大韩民国国会选举 | 截止2025年6月16日 | 截止2025年6月16日 | 截止2025年6月16日 |
| 小选区     | 政党名称     | 政党名称   | 比例代表               | 总计                   | 小选区                 | 比例代表          | 总计              |                   |
| ---------- | ------------ | ---------- | ---------------------- | ---------------------- | ---------------------- | ----------------- | ----------------- | ----------------- |
| 交涉团体   |              | 共同民主党 | 161席                  | 未参选                 | 161席                  | 159席             | 8席               | 167席             |
| 交涉团体   |              | 國民力量   | 90席                   | 未参选                 | 90席                   | 89席              | 18席              | 107席             |
| 非交涉团体 |              |            |                        |                        |                        |                   |                   |                   |
|            | 祖國革新黨   | 未参选     | 12席                   | 12席                   | 0席                    | 12席              | 12席              |                   |
|            | 进步党       | 1席        | 未参选                 | 1席                    | 1席                    | 3席               | 4席               |                   |
|            | 改革新黨     | 1席        | 2席                    | 3席                    | 1席                    | 2席               | 3席               |                   |
|            | 基本所得黨   | 未参选     | 未参选                 | 未参选                 | 0席                    | 1席               | 1席               |                   |
|            | 社會民主黨   | 未参选     | 未参选                 | 未参选                 | 0席                    | 1席               | 1席               |                   |
|            | 共同民主聯合 | 未参选     | 14席                   | 14席                   | 并入共同民主党         | 并入共同民主党    | 并入共同民主党    |                   |
|            | 國民未來     | 未参选     | 18席                   | 18席                   | 并入國民力量           | 并入國民力量      | 并入國民力量      |                   |
|            | 新未來民主黨 | 1席        | 0席                    | 1席                    | 0席                    | 0席               | 0席               |                   |
|            | 无党籍       | 0席        | 未参选                 | 0席                    | 2席                    | 1席               | 3席               |                   |
| 合計       | 合計         | 合計       | 254席                  | 46席                   | 300席                  | 252席             | 46席              | 298席             |

#### 比例代表
|    | 國民力量 | 共同民主黨 | 祖國革新黨 | 进步党 | 改革新黨 | 基本所得黨 | 社會民主黨 | 無黨籍 |
| 1  | 崔寶允   | 徐美和     | 朴恩貞     | 鄭惠曔 | 李妵鍈   | 龍慧仁     | 韓昌旼     | 崔赫振 |
| 2  | 朴沖綣   | [ 註 3 ]   | [ 註 4 ]   | 全鍾德 | 千河藍   |            |            |        |
| 3  | 崔秀珍   | 白承婀     | 李海珉     | 孫率   |          |            |            |        |
| 4  | 秦鍾午   | [ 註 5 ]   | 申莊植     |        |          |            |            |        |
| 5  | 姜善榮   | [ 註 6 ]   | 金宣旼     |        |          |            |            |        |
| 6  | 金健     | [ 註 7 ]   | 金峻亨     |        |          |            |            |        |
| 7  | 吳世姬   | 尹美香     | 金載原     |        |          |            |            |        |
| 8  | 印曜翰   | 朴弘培     | 黃雲夏     |        |          |            |            |        |
| 9  | 金玟甸   | [ 註 8 ]   | 鄭春生     |        |          |            |            |        |
| 10 | 金渭相   | [ 註 9 ]   | 車圭根     |        |          |            |            |        |
| 11 | 韓智雅   | [ 註 10 ]  | 姜景淑     |        |          |            |            |        |
| 12 | 庾龍源   | 金輪       | 徐旺鎮     |        |          |            |            |        |
| 13 | 趙培淑   | 林美愛     | 白仙姬     |        |          |            |            |        |
| 14 | 金張謙   | 鄭乙虎     |            |        |          |            |            |        |
| 15 | 金睿智   | [ 註 12 ]  |            |        |          |            |            |        |
| 16 | 安祥薰   | [ 註 13 ]  |            |        |          |            |            |        |
| 17 | 李達姬   | 李珠熙     |            |        |          |            |            |        |
| 18 | 朴俊泰   |            |            |        |          |            |            |        |

## 紀錄
最多任期最長議員：
- 金泳三（9屆）：第3屆（朝鲜语：대한민국 제3대 국회）、第5屆（朝鲜语：대한민국 제5대 국회）、第6屆（朝鲜语：대한민국 제6대 국회）、第7屆（朝鲜语：대한민국 제7대 국회）、第8屆（朝鲜语：대한민국 제8대 국회）、第9屆（朝鲜语：대한민국 제9대 국회）、第10屆（朝鲜语：대한민국 제10대 국회）、第13屆（朝鲜语：대한민국 제13대 국회）、第14屆（朝鲜语：대한민국 제14대 국회）
- 朴浚圭（朝鲜语：박준규 (1925년)）（박준규）（9屆）：第5屆（朝鲜语：대한민국 제5대 국회）、第6屆（朝鲜语：대한민국 제6대 국회）、第7屆（朝鲜语：대한민국 제7대 국회）、第8屆（朝鲜语：대한민국 제8대 국회）、第9屆（朝鲜语：대한민국 제9대 국회）、第10屆（朝鲜语：대한민국 제10대 국회）、第13屆（朝鲜语：대한민국 제13대 국회）、第14屆（朝鲜语：대한민국 제14대 국회）、第15屆（朝鲜语：대한민국 제15대 국회）
- 金鍾泌（9屆）：第6屆（朝鲜语：대한민국 제6대 국회）、第7屆（朝鲜语：대한민국 제7대 국회）、第8屆（朝鲜语：대한민국 제8대 국회）、第9屆（朝鲜语：대한민국 제9대 국회）、第10屆（朝鲜语：대한민국 제10대 국회）、第13屆（朝鲜语：대한민국 제13대 국회）、第14屆（朝鲜语：대한민국 제14대 국회）、第15屆（朝鲜语：대한민국 제15대 국회）、第16屆（朝鲜语：대한민국 제16대 국회）

最年輕議員：
- 金泳三，1954年以26歲之齡首次當選第3屆國會議員（朝鲜语：대한민국 제3대 국회）[11]:126

最年長議員：
- 文昌模（문창모），於1996年第14屆國會議員（朝鲜语：대한민국 제14대 국회）任期屆滿時為89歲

家族議員：
- 趙炳玉（2屆）、趙尹衡（조윤형） （6屆，兒子）、趙舜衡（조순형） （7屆，兒子）
- 金大中（6屆）、金弘一（김홍일） （3屆，兒子）、金弘業（김홍업） （1屆，兒子）、金弘傑（김홍걸） （1屆，兒子）
- 鄭一亨（정일형） （8屆）、鄭大哲（정대철） （5屆，兒子）、鄭皓駿（정호준） （1屆，孫子）
- 鄭石謨（정석모） （6屆）、鄭鎭碩（朝鲜语：정진석 (정치인)）（정진석） （5屆，兒子）
- 金相賢（朝鲜语：김상현 (1935년)）（김상현） （6屆）、金映豪（김영호） （2屆，兒子）
- 金鎭載（김진재） （6屆）、金世淵（朝鲜语：김세연 (1972년)）（김세연） （3屆，兒子）

## 标志

韓國國會會徽 1948年—2014年
韓國國會會徽 2014年—現在
韓國國會會旗 1948年—2014年
韓國國會會旗 2014年—現在

自1948年以来，韩国国会一直在使用带有“國”字的标志，但设计上更像是在木槿花中间插入“或”字组成的，这引起了一些非议，认为国家机关使用汉字标识是不恰当的。四一九革命后，曾有提议将中间的字替换成韩文“국”，但由于五一六政变爆发而未能实施。1990年代以来，这一问题曾被反复争论，但未能达成共识，最终在2014年通过议案，把漢字替换为韓文国會（국회）。